# Kevin Johnson
Kevin Maurice Johnson (Sacramento, California, 4 de marzo de 1966) es un exjugador de baloncesto estadounidense que disputó doce temporadas en la NBA, posteriormente fue alcalde de su ciudad natal durante 8 años (2008-2016), y en la actualidad es agente deportivo en la empresa Independent Sports and Entertainment.
Con 1,85 metros de altura jugaba en la posición de base.

## Trayectoria deportiva

### Universidad
Antes de entrar en la universidad, en su etapa de high school jugó tanto a baloncesto como a béisbol, destacando en ambos deportes. De hecho fue seleccionado en el draft de 1986 de la MLB por los Oakland Athletics para jugar profesionalmente en la posición de shortstop, pero se decidió por el deporte de la canasta, asistiendo durante 4 años a la Universidad de California Berkeley, donde jugó con los Golden Bears. En ellos promedió 14,0 puntos, 4,4 asistencias y 3,6 rebotes por partido.

### Profesional
Fue elegido en la séptima posición del Draft de la NBA de 1987 por Cleveland Cavaliers. Mediada la primera temporada fue traspasado a Phoenix Suns junto a sus compañeros Mark West y Tyrone Corbin a cambio de Larry Nance. Una vez en Phoenix, promedió 18,8 puntos y 9,6 asistencias en las 11 temporadas y media que jugó. Fue seleccionado en 3 ocasiones para el All-Star Game y jugó los Playoffs de la NBA en todos sus años como profesional, salvo en su primera temporada.
En la temporada 1992-93 los Suns, liderados por el propio Johnson y por el ala-pívot Charles Barkley, arrasaron en la liga regular, con un balance de 62 victorias y 20 derrotas. A pesar de haber estado a punto de ser eliminados en la primera ronda de playoffs ante Los Angeles Lakers, llegaron a las Finales, donde no pudieron con los Chicago Bulls liderados por Michael Jordan, que consiguieron su tercer título consecutivo.
En 1994 fue convocado por la selección de baloncesto de Estados Unidos para jugar el Campeonato Mundial de Baloncesto de ese año, donde ganaron la medalla de oro.
Se retiró al finalizar la temporada 1997-98, pero regresó brevemente en la 1999-00 para suplir la baja por lesión de Jason Kidd, jugando 15 partidos. Johnson ayudó a los Suns a ganar su primera ronda de playoffs en cinco años (y la única entre 1995 y 2005), y tras caer en Semifinales de Conferencia ante los Lakers, anunció su segunda y definitiva retirada del baloncesto. En la temporada 2000-01, trabajó como comentarista en la NBC.

## Vida política
En el año 2008 Kevin Johnson se convirtió en el primer alcalde afroamericano de la historia de su ciudad natal, Sacramento (California), siendo reelegido en 2012 para un segundo mandato, y finalmente en 2016 cesó en su cargo al término de este. Durante su mandato contribuyó a que se construyese el nuevo estadio deportivo de la ciudad, el Golden 1 Center, y gracias a eso consiguió que la franquicia de Sacramento Kings no abandonase la ciudad rumbo a otro estado.
En la actualidad es agente deportivo en la empresa Independent Sports and Entertainment, del agente Dan Fegan.

## Estadísticas de su carrera en la NBA

### Temporada regular
| Año      | Equipo    | PJ  | PT  | MPP  | %TC  | %3P   | %TL   | RPP | APP  | ROB | TPP | PPP  |
| -------- | --------- | --- | --- | ---- | ---- | ----- | ----- | --- | ---- | --- | --- | ---- |
| 1987–88  | Cleveland | 52  | 3   | 20.1 | .460 | .222  | .821  | 1.4 | 3.7  | 1.2 | .3  | 7.3  |
| 1987–88  | Phoenix   | 28  | 25  | 31.2 | .463 | .200  | .859  | 4.3 | 8.7  | 1.5 | .3  | 12.6 |
| 1988–89  | Phoenix   | 81  | 81  | 39.2 | .505 | .091  | .882  | 4.2 | 12.2 | 1.7 | .3  | 20.4 |
| 1989–90  | Phoenix   | 74  | 74  | 37.6 | .499 | .195  | .838  | 3.6 | 11.4 | 1.3 | .2  | 22.5 |
| 1990–91  | Phoenix   | 77  | 76  | 36.0 | .516 | .205  | .843  | 3.5 | 10.1 | 2.1 | .1  | 22.2 |
| 1991–92  | Phoenix   | 78  | 78  | 37.2 | .479 | .217  | .807  | 3.7 | 10.7 | 1.5 | .3  | 19.7 |
| 1992–93  | Phoenix   | 49  | 47  | 33.5 | .499 | .125  | .819  | 2.1 | 7.8  | 1.7 | .4  | 16.1 |
| 1993–94  | Phoenix   | 67  | 67  | 36.6 | .487 | .222  | .819  | 2.5 | 9.5  | 1.9 | .1  | 20.0 |
| 1994–95  | Phoenix   | 47  | 35  | 28.8 | .470 | .154  | .810  | 2.4 | 7.7  | 1.0 | .4  | 15.5 |
| 1995–96  | Phoenix   | 56  | 55  | 35.8 | .507 | .368  | .859  | 3.9 | 9.2  | 1.5 | .2  | 18.7 |
| 1996–97  | Phoenix   | 70  | 70  | 38.0 | .496 | .441  | .852  | 3.6 | 9.3  | 1.5 | .2  | 20.1 |
| 1997–98  | Phoenix   | 50  | 12  | 25.8 | .447 | .154  | .871  | 3.3 | 4.9  | .5  | .2  | 9.5  |
| 1999–00  | Phoenix   | 6   | 0   | 18.8 | .571 | 1.000 | 1.000 | 2.7 | 4.0  | .3  | .0  | 6.7  |
| Total    | Total     | 735 | 623 | 34.1 | .493 | .305  | .841  | 3.3 | 9.1  | 1.5 | .2  | 17.9 |
| All-Star | All-Star  | 3   | 1   | 17.0 | .500 | –     | .333  | 1.0 | 4.3  | 1.3 | .3  | 4.3  |

### Playoffs
| Año   | Equipo  | PJ  | PT | MPP  | %TC  | %3P  | %TL  | RPP | APP  | ROB | TPP | PPP  |
| ----- | ------- | --- | -- | ---- | ---- | ---- | ---- | --- | ---- | --- | --- | ---- |
| 1989  | Phoenix | 12  | 12 | 41.2 | .495 | .300 | .927 | 4.3 | 12.3 | 1.6 | .4  | 23.8 |
| 1990  | Phoenix | 16  | 16 | 36.4 | .479 | .182 | .821 | 3.3 | 10.6 | 1.6 | .0  | 21.3 |
| 1991  | Phoenix | 4   | 4  | 36.5 | .302 | .143 | .600 | 3.3 | 9.8  | .5  | .3  | 12.8 |
| 1992  | Phoenix | 8   | 8  | 41.9 | .484 | .500 | .861 | 4.1 | 11.6 | 1.5 | .3  | 23.6 |
| 1993  | Phoenix | 23  | 23 | 39.7 | .480 | .000 | .795 | 2.7 | 7.9  | 1.5 | .6  | 17.8 |
| 1994  | Phoenix | 10  | 10 | 42.7 | .458 | .300 | .852 | 3.5 | 9.6  | 1.0 | .1  | 26.6 |
| 1995  | Phoenix | 10  | 10 | 37.1 | .573 | .500 | .845 | 4.1 | 9.3  | .9  | .4  | 24.8 |
| 1996  | Phoenix | 4   | 4  | 37.8 | .474 | .250 | .824 | 4.3 | 10.8 | .5  | .5  | 17.3 |
| 1997  | Phoenix | 5   | 5  | 41.6 | .295 | .136 | .879 | 4.4 | 6.0  | 2.6 | .0  | 16.8 |
| 1998  | Phoenix | 4   | 1  | 30.5 | .548 | .250 | .667 | 2.3 | 4.8  | .5  | .3  | 13.8 |
| 2000  | Phoenix | 9   | 0  | 14.3 | .324 | .000 | .833 | 1.4 | 2.6  | .3  | .1  | 3.2  |
| Total | Total   | 105 | 93 | 36.9 | .469 | .244 | .833 | 3.3 | 8.9  | 1.3 | .3  | 19.3 |

## Logros personales
- En el momento de su retirada, era uno de los únicos 4 jugadores de la historia de la NBA que han promediado al menos 20 puntos y 10 asistencias en tres temporadas diferentes.
- También era uno de los únicos 4 jugadores en promediar al menos 15 puntos y 10 asistencias en el transcurso de una temporada anotando al menos el 50% de sus tiros de campo.
- Es uno de los dos únicos jugadores (el otro es Magic Johnson) en promediar más de 20 puntos y 10 asistencias en una temporada anotando al menos el 50% de sus tiros de campo. Ambos lo consiguieron en dos ocasiones.
- El 7 de marzo de 2001 fue incluido en el Ring of Honor de los Suns, y su camiseta con el número 7 fue retirada como homenaje, en el transcurso de un partido contra Sacramento Kings, el equipo de su ciudad de nacimiento.[6]
- Posee el récord de la NBA de más minutos jugados en un partido de una final, con 62, ante los Bulls en 1993.
- En el momento de su retirada, era el líder histórico de los Suns en tiros libres lanzados, conseguidos y asistencias.
- En el momento de su retirada, era el sexto mejor pasador de la historia de la NBA, con 9,1 de promedio.